# Mózes Mihály
Mózes Mihály (Biharkeresztes, 1946. július 12. – 2018. október 2.) történész, politikus, országgyűlési képviselő 1990 és 1994 között.

## Élete
Szülei erdélyi származásúak voltak és 1948-ban Ausztráliába emigráltak, ezért kétéves korától apai nagyszülei nevelték. 11 évesen Berettyóújfaluba került és 1964-ben itt érettségizett. 1970-ben a Kossuth Lajos Tudományegyetemen magyar-történelem szakon diplomázott, majd gazdaságtörténettel foglalkozott és 1972-ben az egyetemi doktori fokozatot is megszerezte Debrecenben. Tanári pályáját az egyetem gyakorló gimnáziumában kezdte. 1979-ben az Magyar Tudományos Akadémia Történelemtudományi intézetében lett aspiráns. 1987-ben kandidátusi címet szerzett. 1990-ben az országgyűlési választásokon Debrecenben (Hajdú-Bihar megye 3. vk.) szerzett egyéni képviselői mandátumot az SZDSZ jelöltjeként. 1990–1992 között az SZDSZ oktatási szóvivője. 1992. június 23-tól független képviselőként folytatta parlamenti munkáját 1994-ig.
1997-ig a Debreceni Egyetem oktatója, 1997. szeptember 1-től az egri Eszterházy Károly Főiskola Bölcsészettudományi Karán oktató, 2000-től egyetemi tanár, 2001-től tanszékvezető egyetemi tanár, majd 2002 és 2014 között a kar dékánja volt. 2018. október 2-án hunyt el.

## Fontosabb publikációi
1. Debrecen iparának története (1848-1918). Debrecen, 1976. 82-137 pp.
2. Az ipari forradalmak kora. IKVA Kiadó, Bp., 1989, 1990, 1992. 152 p.
3. A nyugati polgári demokráciák születése; Ikva, Bp., 1992 (Korszerű történelem középiskolásoknak)
4. Polgári demokráciák születése Nyugat-Európában. IKVA Kiadó, Bp., 1993. 148 p.
5. Az angol ipari forradalom. In.: Gunst Péter szerk.: Európa története. Csokonai Kiadó. 1993, 1995. 127-141 pp.
6. A kiegyezéstől Trianonig. Regionális gazdaságtörténeti tanulmányok. Erdély, Bánát, Tiszántúl; Cosmos 2000 Bt., Hajdúböszörmény, 1998 (Cosmos multimédia könyvek) 248 p.
7. Ausztrália története 1788-1901-ig. In: Vadász Sándor szerk.: A 19. század egyetemes története. Egyetemi Tankönyv Korona Kiadó, Bp. 2005. 799-805 pp.
8. A kereskedelmi és iparkamarák 150 éve. In: Gulyás Judit szerk.: A vállalkozás szabadsága. Debrecen, 2000. 17-28 pp.
9. Ausztrália története. Líceum Kiadó, Eger, 2006. 158 p.
10. Essays on the political and institutional history of Australia; angolra ford. Tarnóc András; Líceum, Eger, 2008
11. 1956. Tanulmányok a forradalomról; szerk. Mózes Mihály, Kozári József; EKF Líceum, Eger, 2008
12. A Concise Political and Institutional History of Australia. Líceum Kiadó, Eger, 2009. 152 p.
13. Agrárfejlődés Erdélyben 1867-1918. Líceum Kiadó, Eger, 2009. 83 p.[4]

## Kitüntetései, díjai
- Magyar Köztársasági Érdemrend lovagkeresztje (2009)